# Chotard et Cie
Chotard et Cie is een Franse film van Jean Renoir die uitgebracht werd in 1933.
Het scenario is gebaseerd op het gelijknamige toneelstuk (1928) van Roger Ferdinand. 

## Verhaal
François Chotard is een welgestelde groothandelaar in kruidenierswaren in een Zuid-Franse stad. Hij heeft ingestemd met het huwelijk van zijn dochter Reine met de schrijver-dichter Julien Collinet op voorwaarde dat deze laatste in zijn zaak komt werken. Julien droomt echter liever dan dat hij de handen uit de mouwen steekt. Hij maakt er altijd een knoeiboel van en hij heeft dan ook regelmatig woorden met zijn schoonvader. Door zijn voortdurend geknoei gaat het van kwaad naar erger.
Op een dag komt echter het bericht binnen dat Julien de Prix Goncourt gewonnen heeft. Van de weeromstuit verandert de houding van Chotard tegenover zijn schoonzoon: zijn misprijzen maakt plaats voor bewondering.  

## Rolverdeling
| Acteur          | Personage                                 |
| --------------- | ----------------------------------------- |
| Fernand Charpin | François Chotard, de kruidenier           |
| Georges Pomiès  | Julien Collinet, de schrijver             |
| Jeanne Lory     | Marie Chotard, de vrouw van François      |
| Jeanne Boitel   | Reine Chotard, de vrouw van Julien        |
| Max Dalban      | Émile, de bediende van de kruidenierszaak |
| Louis Seigner   | Edmond Ducasse, de politiekapitein        |
| Robert Seller   | de commandant                             |
| Dignimont       | Parpaillon                                |
| Fabien Loris    | een genodigde op het gekostumeerd bal     |
| Jacques Becker  | een genodigde op het gekostumeerd bal     |